# Reino
Reino – miejscowość i gmina we Włoszech, w regionie Kampania, w prowincji Benewent.
Według danych na I 2009 gminę zamieszkiwało 1306 osób przy gęstości zaludnienia 55,3 os./1 km².
W Reino urodził się biskup Francesco Zerrillo.